# 건담 센티넬
건담 센티넬(GUNDAM SENTINEL)은 건담 모형(건프라, 프라모델, 디오라마)과 관련된 잡지의 연재기획, 소설, 포토 스토리를 가리킨다. 대일본회화(大日本絵画)에서 발행하는 월간모형잡지 『모델 그래픽스』 1987년 9월호부터 1990년 7월호까지 연재(소설 파트는 타카하시 마사야가 담당)되었고, 1989년에 신규모형작례를 추가한, 총집편 성격이 짙은 무크가 발매되었다. 1990년에는 완전판에 해당하는 소설 『GUNDAM SENTINEL ALICE의 참회』가 발매. 한국에는 AK 커뮤니케이션즈를 통해 2011년 11월 발매되었다.